# Mareca falcata

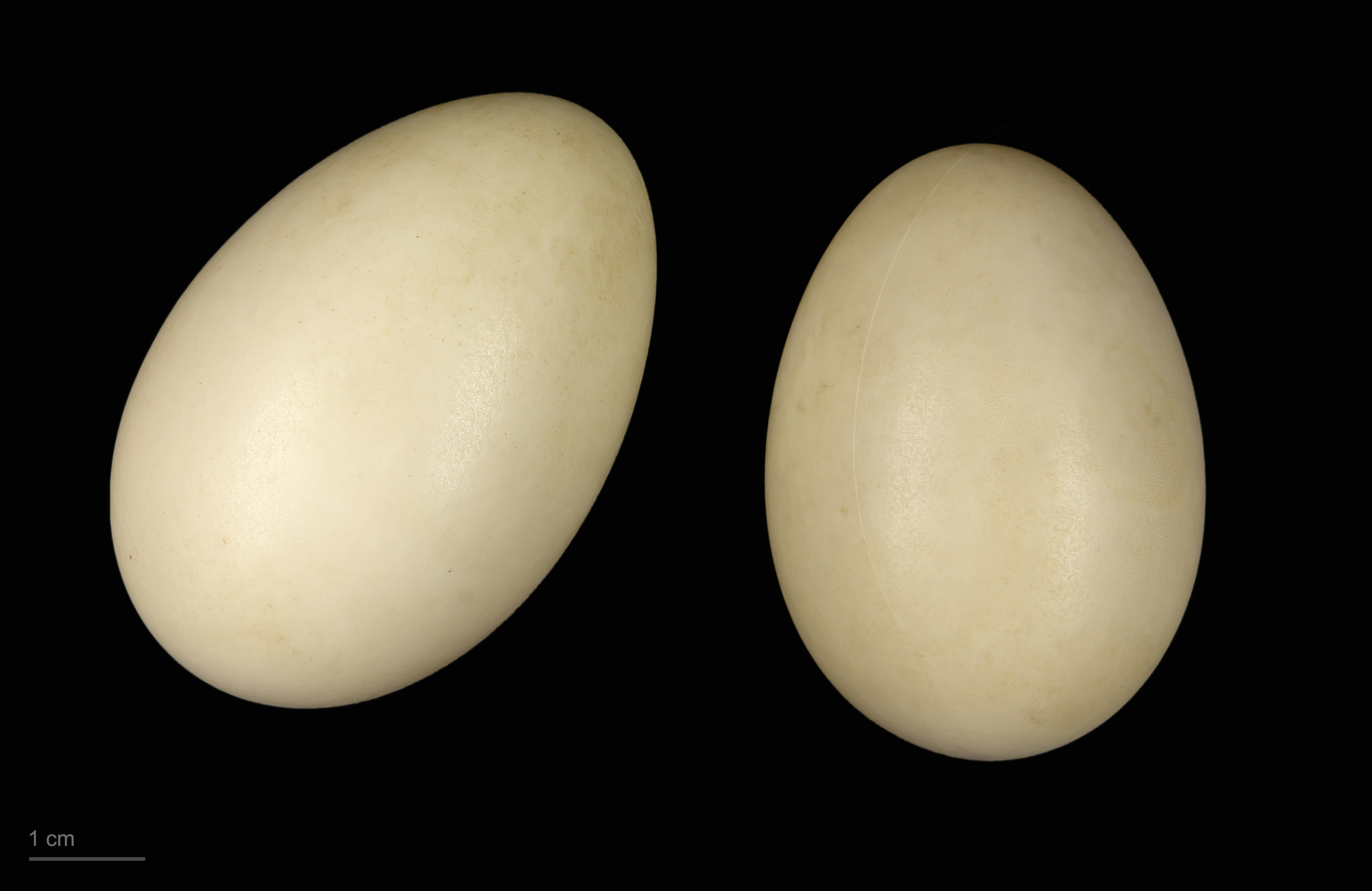
Uova di Mareca falcata

L'anatra falcata (Mareca falcata (Georgi, 1775)) è un uccello della famiglia degli Anatidi, originario dell'Asia orientale.

## Descrizione
Presenta una striscia a mezzaluna di colore verde metallico con una puntina di piume sporgenti per il resto del corpo e completamente grigio chiaro con le penne copritrici allungate (come quelle dell'alzavola asiatica Sibirionetta formosa) che hanno i bordi di un grigio più scuro.

## Distribuzione e habitat
È diffusa nella Siberia dell'est e nella Cina del nord.